# Groterjan

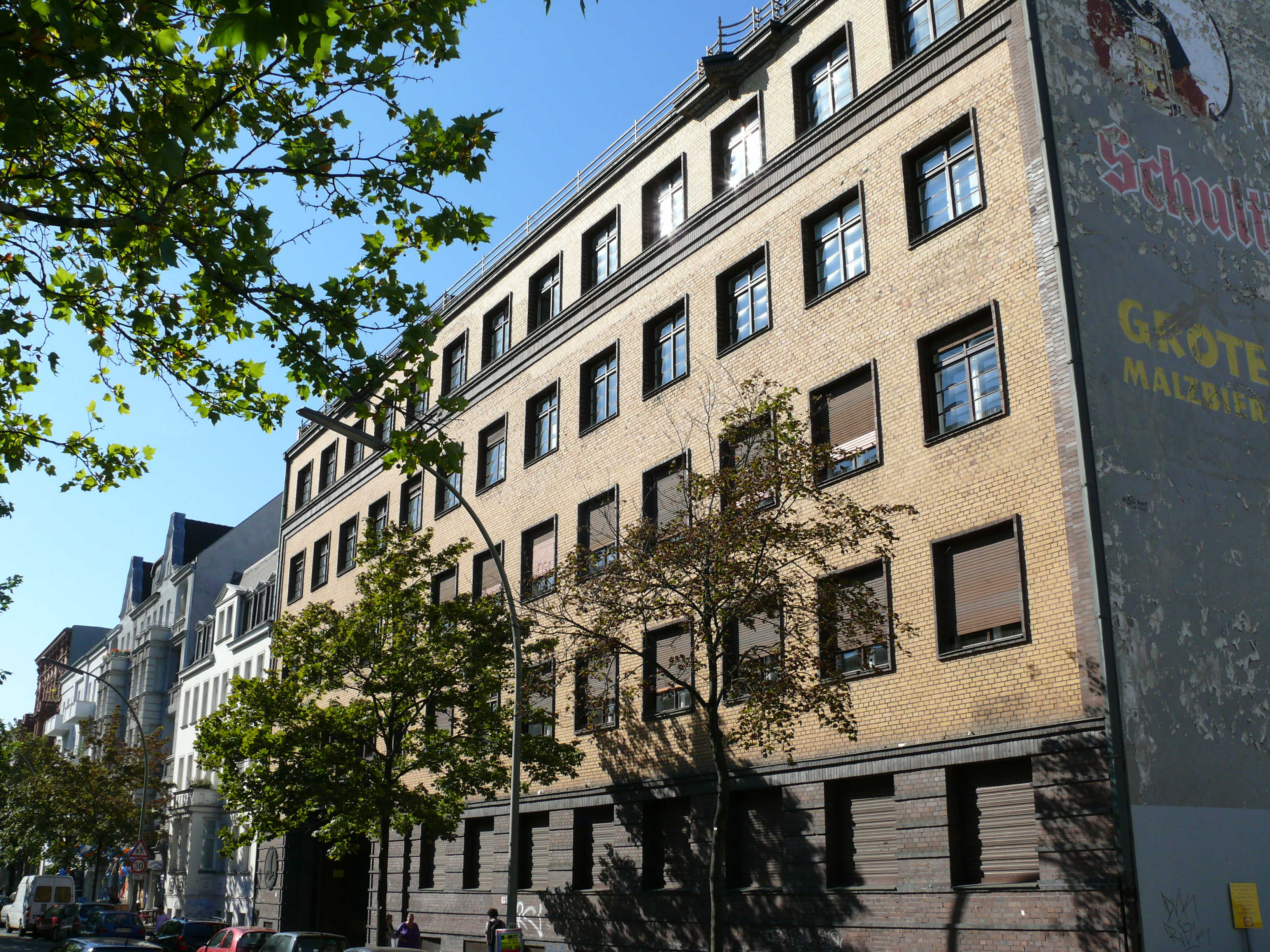

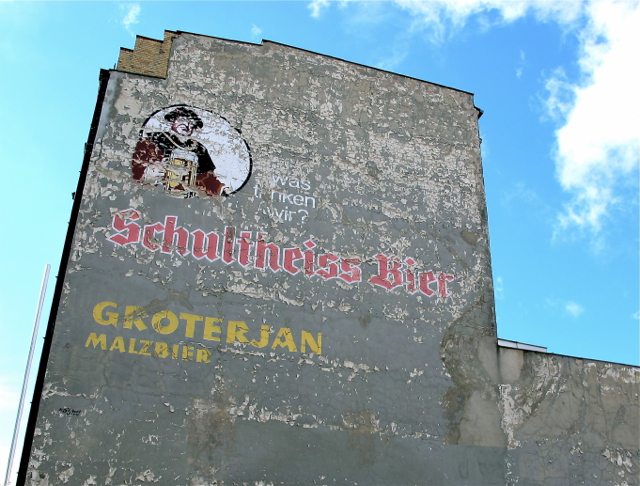

Groterjan var ett bryggeri Berlin som från 1961 ingick i Schultheiss och var en stor producent av maltöl.
Bryggeriet i Wedding lades ner 1978 och märket finns idag inte längre kvar.